# 单脉大黄
单脉大黄（学名：Rheum uninerve）为蓼科大黄属下的一个种。

## 扩展阅读
- 維基物種上的相關：单脉大黄